# Heinrich II. von Lüttich
Heinrich II. von Lüttich († 1164 in Pavia) war von 1145 bis 1164 Bischof von Lüttich. Er spielte auch eine bedeutende Rolle bei der Italienpolitik Friedrich I. So war er unter anderem Statthalter in Mailand.

## Leben
Er stammte wahrscheinlich aus dem Geschlecht der Herren von Leez. Auch die Herkunft aus dem Geschlecht von der Leyen/Lejanus oder aus dem Haus der Grafen von Limburg wird genannt.
Er trat in den geistlichen Stand ein. Er war Kanoniker von St. Lambert in Lüttich. Dort wurde er 1142 Archidiakon und stieg später zum Propst auf. Als solcher beklagte er den Missbrauch von kirchlichen Ämter für weltliche Zwecke. Weil Bischof Albero II. von Lüttich dem offenbar nicht energisch nachging, hat ihn Heinrich beim Papst verklagt. Der Bischof musste nach Rom reisen, um sich zu verteidigen, starb aber auf der Rückreise. Im Jahr 1145 wurde er zum Bischof gewählt. Noch im selben Jahr wurde er von Erzbischof Arnold I. von Köln zum Bischof geweiht. Kurze Zeit später wurde er von Konrad III. investiert.
Beim Ziel die Disziplin in der Geistlichkeit zu verbessern, hat er vergeblich Bernhard von Clairvaux aufgefordert, für eine Zeit in sein Bistum zu kommen. Bernhard schickte allerdings einige Schüler.
Verschiedentlich war er am Hof des Königs Konrad III. anwesend. Er war etwa am Hoftag von Frankfurt 1147 dabei. Dort wurde über Kreuzzüge beraten und Heinrich VI. zum König gewählt. Auch bei dessen Krönung in Aachen war er anwesend. Ein wirklich enges Verhältnis zu Konrad III. hatte er nicht. Dies zeigte sich als der Bischof 1150 in eine Fehde mit Graf Heinrich von Laroche, Vogt des Klosters Stablo, verwickelt wurde. Der Bischof und sein Verbündeter Gottfried von Montaigu haben in diesem Zusammenhang Besitzungen von Stablo verheert. Abt Wibald von Stablo protestierte bei Konrad III. Dieser erließ 1150 ein Urteil. Er kritisierte die Übergriffe auf Lütticher Gebiet und kündigte in dieser Sache ein Urteil des Hofgerichts an. Gleichzeitig verurteilte er die Zerstörungen von klösterlichen Besitz. Auch bei weiteren Konflikten zwischen Abt und Bischof stand der König eher auf Seiten Wibalds.
Weiteren Streit hatte der Bischof seit 1153 mit dem Grafen von Namur, dabei ging es um Schulden die Albero von Lüttich in seinem Krieg gegen den Grafen von Bar gemacht hatte. Der Graf von Namur nahm zwei Bürger Lüttichs gefangen. Daraufhin verwüstete der Bischof Gebiete des Grafen. Dieser antwortete seinerseits mit Übergriffen auf die lütticher Lehensgrafschaft Huy. Nachdem der Graf von den bischöflichen Truppen 1153 geschlagen worden war, verzichtete er auf seine Forderungen. Insgesamt gelang es ihm die Besitzungen der lütticher Kirche zu vermehren. Es wurden verschiedene Lehen eingezogen und kleine Besitzungen erworben.
Der Bischof war längere Zeit vor allem zu Kriegszügen nach Italien unter Friedrich I. von seiner Diözese abwesend. Er stand dabei klar auf kaiserlicher Seite. Zum ersten Mal nahm er 1154 an einem Italienzug teil. Er war auch bei dessen Krönung in Rom anwesend. Aus Dank für seine hervorragenden Dienste auf dem Romzug bestätigte Friedrich I. die Besitzungen der Lütticher Kirche und den von Heinrich I. von Lüttich verkündeten Landfrieden. Nach seiner Rückkehr hat er eine umfangreiche Bautätigkeit unter anderem durch den Bau einer Burg in Franchimont begonnen.
Im Jahr 1158 folgte er erneut Friedrich I. nach Italien. Bei der Kirchenversammlung von Pavia wurde der vom Kaiser eingesetzte Papst Viktor IV. bestätigt und Alexander III. verurteilt. Nachdem der Kaiser 1162 Mailand besiegt hatte, wurde Bischof Heinrich zum Statthalter ernannt. Er verließ die Mailänder Gegend bereits einige Monate später und setzte als Beauftragten Petrus de Cumino ein, der sich durch sein hartes Vorgehen unbeliebt machte. Bischof Heinrich berief Petrus de Cumino 1163 ab und ernannte den Kleriker Friedrich zu dessen Nachfolger. Dieser ergriff jedoch noch härtere Maßnahmen gegen die Mailänder. Nach dem Tod Viktors IV. 1164 war er zeitweise als dessen Nachfolger im Gespräch, lehnte aber diesen Posten ab. Er war bei der Wahl von Paschalis III. anwesend. Er hat den (Gegen-)Papst auch geweiht. In der älteren Literatur wird fälschlich behauptet, dass Friedrich I. ihm 1164 die Reliquien der Heiligen drei Könige versprochen und nicht Rainald von Dassel versprochen hätte. Bei der Krönung von Bareso von Arborea zum König von Sardinien vollzog Heinrich die Weihe.